# H. U. Ramsing

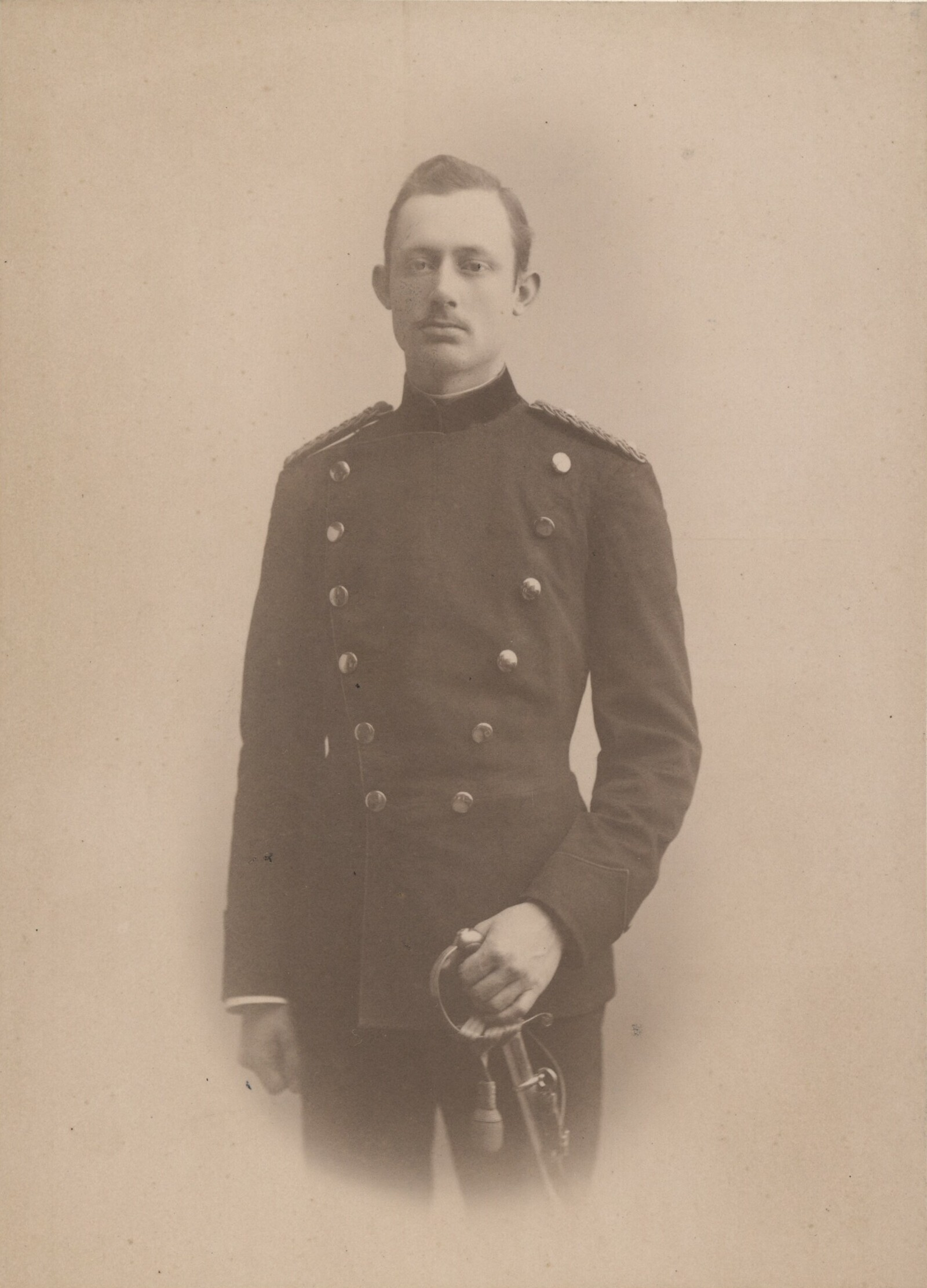
H. U. Ramsing

Holger Utke Ramsing (* 13. März 1868 in Kopenhagen; † 20. Januar 1946 ebenda) war ein dänischer Historiker, Offizier und Topograf. Er stellte bedeutende Forschungen zu Alexander Hamiltons frühem Leben, zu seiner Heimatstadt Kopenhagen und zu Dänisch-Westindien  an.

## Leben
Ramsing wurde am 13. März 1868 in der Garnisonkirche von Kopenhagen als Sohn von Peder Erhard Marius Ramsing (1837–1904) und Sophie Hedevig Utke (1847–1915) geboren. Auf seinen Schulabschluss in den Metropolitanskolen folgte ein Dienst als Leutnant im Ingenieurskorps. Nachdem er von 1895 bis 1900 im westindischen Heer diente, wurde er Kapitän und Leiter der Telegrafenkompanie, worauf er 1907 zum Leiter des Westfrontbaudistrikts wurde. Die Leitung des Telegrafenbataillons und den Rank des Oberstleutnants erhielt er 1918 und zwei Jahre später wurde er Leiter des 1. Ingenieurbataillons. Vier Jahre später ernannte man ihm zum Oberst und zum Leiter des 2. Ingenieursbataillons. 1925 wurde er zum Leiter Ingenieurdirektion und 1930 wurde er zum Generalmajor und Generalinspektor der Ingenieurtruppen. Des Weiteren erhielt er 1932 den Posten des Direktors des Heerbaudienstes, was er bis zu seinem Ruhestand 1934 innehielt. Unter seiner Führung wurden das Masnedøfort, die Mosedebatterien und die Borgstedbatterien erbaut. Als Lehrer an einer Offiziersschule veröffentlichte er mehrere Lehrbücher.
Er heiratete am 25. Januar 1895 Julie Frederikke Vallentin (1871–1954) in Kopenhagen.

## Werk
Während seinem Dienst in Westindien steigerte sich Ramsings Interesse an seinem Wirkungsort. Er schrieb deshalb Vore vestindiske Øers Fremtid under dansk Flag (Die Zukunft unserer Westindischen Inseln unter dänischer Flagge, 1901) und anonym die Aufsätze Kampen om Dansk Vestindien (Der Kampf um Dänisch Westindien, 1902) und Kan der ved Reformer skabes en bedre Balance paa Dansk Vestindiens Budget? (Kann mit Reformen eine bessere Balance im Budget von Dänisch-Westindien geschaffen werden?, 1902), die sich alle mit Dänisch-Westindien beschäftigten. Neben dem Schreiben über Dänisch-Westindien engagierte er sich für die Beibehaltung der Kolonie.
Ramsing besaß auch Interesse an seiner Heimatstadt Kopenhagen. Er verfolgte archäologische Ausgrabungen rund um Kopenhagen und vertiefte sich in dessen schriftlichen Aufzeichnungen. Im Historiske Meddelelser om København (Historische Mitteilungen über Kopenhagen) veröffentlichte er viele seiner Entdeckungen, wie Artikel zur Metropolitanskolen (veröffentlicht 1916) und zur St.-Petri-Kirche (veröffentlicht 1925). Des Weiteren schrieb er das dreibändige Københavns Historie og Topografi i Middelalderen (1940) und das vierbändige Københavns Ejendomme 1377–1728. Oversigt over Skøder og Adkomster (1943–1945), welche von Kopenhagen handeln.
Ramsing erforschte zusammen mit Gertrude Atherton das frühe Leben vom Gründervater Alexander Hamilton, welches Historikern bisher mysteriös war. Ihre wichtigsten Entdeckungen waren die Identitäten von Hamiltons Mutter und seinen Großeltern mütterlicherseits. Während Atherton ihre Forschung für den Historischen Roman The Conqueror verwendete, veröffentlichte Ramsing seine Entdeckungen 1939 im Personal-Historik Tiddskrift.

## Veröffentlichungen (Auswahl)
- Vore vestindiske Øers Fremtid under dansk Flag 1901
- Kampen om Dansk Vestindien 1902
- Kan der ved Reformer skabes en bedre Balance paa Dansk Vestindiens Budget? 1902
- Fæstningskrigen 1909
- Lærebog i Krigsbygningskunst 1911
- Alexander Hamilton og hans modrene Slaegt. Tidsbilleder fra Dansk Vest-Indiens Barndom In: Personal-Historik Tiddskrift, Band 6 (1939)
- Københavns Historie og Topografi i Middelalderen 3 Bände, 1940
- Københavns Ejendomme 1377–1728. Oversigt over Skøder og Adkomster 4 Bände, 1943–1945

## Ehrungen
- Ritter des Dannebrogordens 1906
- Dannebrogsmand 1917
- Kommandeur 2. Grades des Dannebrogorden 1927
- Kommandeur 1. Grades des Dannebrogorden 1932